# Slovinská vlajka

Slovinská vlajka
Poměr stran: 1:2

Slovinská námořní vlajka
Poměr stran: 2:3

Vlajka Slovinska je tvořena listem o poměru stran 1:2 se třemi vodorovnými pruhy – bílým, modrým a červeným, se slovinským státním znakem umístěným v horním rohu a částečně (vždy polovinou) překrývajícím bílý a modrý pruh.
Znak je modrý štít s bílou kresbou hory se třemi vrcholy (prostřední je vyšší) s dvojitým, modrým, zvlněným proužkem v dolní části. Nad prostředním vrcholem jsou tři žluté, šesticípé hvězdy (2 + 1). Štít je, až na horní část, červeně lemován.
Tři vrcholy představují Triglav, nejvyšší horu Slovinska, vlnité modré čáry symbolizují moře a řeku a hvězdy jsou převzaté z erbu šlechtického rodu Celjských ze 14. a začátku 15. století. Červené lemování štítu je pro soulad s barvami vlajky.
Při zavěšení vlajky na výšku se její znak neotáčí do svislé polohy, jako na slovenské vlajce.

Rozměry slovinské vlajky
Vzor svislého věšení
Vlajka slovinského prezidenta Poměr stran: 1:1
Slovinská lodní vlajka (Naval Jack) Poměr stran: 1:2
Slovinská lodní vlajka (Naval Jack) (1995–1996) Poměr stran: 1:2

## Historie
Území dnešního Slovinska bylo, v bohaté historii, součástí mnoha státních útvarů. Po Vídeňském kongresu v roce 1815 bylo připojeno k Rakouskému císařství, které jej do roku 1849 začlenilo do Ilyrského království. Po rakousko-uherském vyrovnání a vzniku Rakouska-Uherska (1867) zůstalo Slovinsko  (resp. jeho hlavní část Kraňsko) součástí Předlitavska jako Kraňské vévodství. Prvními státními vlajkami na území dnešního Slovinska se tak staly vlajky Rakouského císařství.
Kraňsko užívalo i vlastní, zemskou barvy – vlajka měla tři vodorovné pruhy, bílý, modrý a červený.

Vlajka Rakouského císařství (obchodního loďstva) ve Slovinsku (1815–1918) Poměr stran: 2:3
Vlajka Rakouského císařství (tradiční) ve Slovinsku (1815–1918) Poměr stran: 2:3
Vlajka Kraňského vévodství v rámci Rakouského císařství (1815–1918) Poměr stran: 2:3

Po 1. světové válce a rozpadu Rakouska-Uherska bylo 1. prosince 1918 vyhlášeno Království Srbů, Chorvatů a Slovinců (od roku 1929 Království Jugoslávie). Rozhodnutím ministerské rady č. 180 ze dne 22. prosince 1918 byla vlajka království tvořena listem o poměru stran 2:3 se třemi vodorovnými pruhy, modrým, bílým a červeným.
Po 2. světové válce vznikla 29. listopadu 1945 Federativní lidová republika Jugoslávie a Slovinsko bylo jednou ze zemí.
Od 18. ledna 1947 byly užívány (zavedeny Ústavou Lidové republiky Slovinsko ze dne 16. ledna 1947) vlastní symboly. Slovinská vlajka byla tvořena listem o poměru stran 1:2 se třemi vodorovnými pruhy – bílým, modrým a červeným. Uprostřed byla červená, žlutě lemovaná, pěticípá hvězda, vepsaná do pomyslné kružnice o průměru ⅔ šířky listu.
7. dubna 1963 byl stát přejmenován na Socialistická federativní republika Jugoslávie a země na Socialistická republika Slovinsko. Zemská vlajka nebyla změněna.

Vlajka Království Srbů, Chorvatů a Slovinců (1918–1929) Vlajka Království Jugoslávie (1929–1941) Poměr stran: 2:3
Slovinská vlajka v rámci Jugoslávie (1947–1991) Poměr stran: 1:2

Po prvních svobodných volbách v roce 1990 se země 8. dubna 1990 přejmenovala na Slovinskou republiku a 2. července byla vyhlášena úplná svrchovanost na Jugoslávii. V prosinci pak většina voličů zvolila v referendu cestu k plné nezávislosti. Symboly Slovinska nebyly změněny. 25. června 1991 byla nezávislost na Jugoslávii vyhlášena a poprvé byla (na náměstí Republiky před slovinským parlamentem) vztyčena nová vlajka nezávislého státu. Tato vlajka neměla předepsaný poměr stran 1:2 ale přibližně 1:5. 27. června 1991 došlo k ozbrojenému konfliktu s jugoslávskou armádou ale po několika týdnech bojů bylo uzavřeno příměří a 8. října 1991 byla vyhlášena plná nezávislost.
Oficiálně byly slovinské symboly uzákoněny až „Zákonem o znaku, vlajce a hymně Republiky Slovinsko a slovinské státní vlajce” ze dne 21. října 1994. Tento zákon byl potvrzen „Vyhláškou o vyhlášení Zákona o znaku, vlajce a hymně Republiky Slovinsko a slovinské státní vlajce” ze stejného dne, který nabyl účinnosti 27. října 1994 zveřejněním v „Úředním věstníku Republiky Slovinsko č. 67”.
| „                                                                                | [Státní] Vlajkou Republiky Slovinsko je bílo-modro-červená slovinská národní vlajka se znakem Republiky Slovinsko. Poměr šířky k délce je jedna ku dvěma. Barvy vlajky jsou v pořadí: bílá, modrá, červená. Každá barva zabírá třetinu šířky vlajky. Znak je umístěn v levé horní části vlajky tak, aby se těžiště štítu protínalo s místem styku bílé a modré barvy v jedné čtvrtině délky vlajky. Horní polovina znaku, na které se nacházejí hvězdy, je umístěna v bílém poli a druhá polovina v modrém poli. Výška znaku je jedna třetina šířky vlajky. | “ |
| — Zákon o znaku, vlajce a hymně Republiky Slovinsko a o slovinské národní vlajce | |   |